# Obie Trotter
Obadiah Nelson „Obie“ Trotter (* 9. Februar 1984 in Robertsdale, Alabama) ist ein US-amerikanischer Basketball-Aufbauspieler. Nach seinem Studium begann Trotter eine Karriere als Basketballprofi in Europa, die ihn auch von 2006 bis 2008 für zwei Spielzeiten zu den 46ers aus Gießen in der deutschen Basketball-Bundesliga führte. Während seiner Spielzeit von 2010 bis 2012 in Ungarn nahm er die dortige Staatsbürgerschaft an und ungarischer Nationalspieler. Anschließend war er unter anderem in Russland und Griechenland aktiv, bevor seit März 2016 beim italienischen Erstligisten Enel Brindisi spielt.

## Karriere
Trotter studierte in seinem heimatlichen US-Bundesstaat an der Alabama Agricultural and Mechanical University und war für die Bulldogs in der National Collegiate Athletic Association (NCAA) aktiv. Er war der dominierende Spieler des Teams und führt die Statistiken dieser wenig traditionsreichen Hochschulmannschaft in den Kategorien erzielte Punkte, getroffene Dreipunktwürfe, Assists, Ballgewinne und absolvierte Spiele an für Leistungen in der NCAA Division I. 2005 führte Trotter die Mannschaft zu ihrem ersten Titel in der Southwestern Athletic Conference und wurde zum Spieler des Jahres dieser Conference ernannt; im Qualifikationsspiel zur Endrunde der NCAA Division I Basketball Championship unterlag man den Golden Grizzlies der Oakland University und verpasste das Erstrundenspiel gegen den späteren Sieger, die Tar Heels der University of North Carolina at Chapel Hill.
Nachdem Trotter 2006 im Draft der US-Profiliga NBA nicht berücksichtigt worden war, wechselte er zu den Gießen 46ers in die BBL. Nach anfänglichen Problemen mit der in Europa üblichen Spielweise wurde Trotters Vertrag um ein weiteres Jahr verlängert. Vor seiner zweiten Spielzeit in der BBL verletzte er sich jedoch am Handgelenk und fiel längere Zeit aus. Erst im Dezember 2007 konnte er wieder für die Gießener antreten. Trotter war aber durch die Verletzung weiterhin eingeschränkt und musste nach Saisonende ein weiteres Mal operiert werden. In der Saison 2008/09 spielte Trotter im bretonischen Brest an der französischen Atlantikküste in der zweiten Division Pro B. Von dort wechselte er zur Saison 2009/10 zu Torpan Pojat ins finnische Helsinki, wo er zum besten Spieler auf seiner Position gewählt und mit der Mannschaft um den aus der NBA und den führenden europäischen Ligen bekannten Hanno Möttölä Vizemeister jener Saison wurde.
Im Anschluss wechselte Trotter 2010 nach Ungarn zu Olaj KK aus Szolnok, mit denen er 2011 und 2012 jeweils das nationale Double gewann. In seiner Zeit bei Szolnoki Olaj wurde Trotter eingebürgert und verpasste mit der ungarischen Nationalmannschaft nur knapp die EM-Endrunde 2011, als man als letztes Team in der zusätzlichen Qualifikationsrunde ausschied. Nachdem man sich 2010 für eine ungarische Vereinsmannschaft erfolgreich für die Hauptrunde des drittrangigen europäischen Vereinswettbewerbs EuroChallenge qualifiziert hatte, in der man nur knapp am Weiterkommen in die Runde der sechzehn besten Mannschaften scheiterte, erreiche man in der EuroChallenge 2011/12 überraschend das Final-Four-Turnier, wobei man in der zweiten Hauptrunde unter anderem den deutschen Vertreter Telekom Baskets Bonn hinter sich lassen konnte. Beim Finalturnier war man Gastgeber und trug das Turnier in Debrecen aus. Im Halbfinale verlor man knapp mit vier Punkten gegen den späteren Sieger Beşiktaş Milangaz und verlor anschließend auch das Spiel um den dritten Platz. Trotter wurde vom Fachportal eurobasket.com als bester Spieler auf seiner Position dieses Wettbewerbs ausgezeichnet. In nationalen Wettbewerben gewann Trotter mit Szolnok zweimal das Double aus Meisterschaft und Pokalsieg.
Für die Saison 2012/13 wechselte Trotter zum russischen Basketball-Klub aus Nischni Nowgorod. Eine Spielzeit später wechselte er zum Ligakonkurrenten Triumph Ljuberzy bei Moskau. Nach einer Verletzung in der Qualifikation für die Europameisterschaft 2015 wurde Trotters Vertrag jedoch noch vor Saisonbeginn gelöst und er kehrte Anfang 2014 zu Szolnoki Olaj zurück, mit denen er erneut das Double in Ungarn gewann. Zur folgenden Saison wechselte Trotter in die höchste griechische Spielklasse zu KAOD in Drama, die jedoch auf dem neunten Platz der Basket League 2014/15 knapp den Einzug in die Play-offs um die Meisterschaft verpassten. Anschließend wurde die Mannschaft vom professionellen Spielbetrieb abgemeldet und Trotter wechselte zur Basket League 2015/16 zum Tabellenachten Koroivos aus Amaliada an der griechischen Westküste auf der Peloponnes. Nachdem der Verein Anfang 2016 mit Aleksandar Ćapin einen weiteren Legionär im Backcourt verpflichtete, einigte man sich schließlich Mitte März 2016 auf eine Vertragsauflösung und Trotter wechselte in die höchste italienische Spielklasse Serie A zu Enel New Basket aus Brindisi am Nordrand des Ionischen Meeres in der Adria.